# Vuelo 624 de United Airlines
El vuelo 624 de United Airlines (un avión de pasajeros Douglas DC-6, matrícula NC37506), era un vuelo de pasajeros programado desde San Diego, California a Nueva York. El avión cuatrimotor propulsado por hélice se estrelló a las 1:41 pm el 17 de junio de 1948, en las afueras de Aristes, Pensilvania lo que resultó en la muerte de los cuatro miembros de la tripulación y 39 pasajeros a bordo. La tripulación había estado respondiendo a una señal falsa de un incendio en la bodega de carga delantera liberando CO2, aparentemente sin abrir las válvulas de alivio de presión. La tripulación parcialmente incapacitada inició un descenso de emergencia y golpeó una línea eléctrica de alto voltaje.

## Accidente
El vuelo 624 de San Diego acababa de completar un descenso inicial de rutina como parte de su aproximación al área de Nueva York, cuando se iluminó la luz indicadora de incendio en la bodega de carga delantera, lo que llevó a la tripulación de vuelo a creer que había un incendio en esa bodega de carga. Aunque posteriormente resultó ser una falsa alarma, la tripulación decidió descargar botellas de CO2 en la bodega de carga de proa, para intentar extinguir el posible incendio.
Si bien el procedimiento operativo adecuado requería abrir las válvulas de alivio de presión de la cabina antes de descargar las botellas de CO2 para permitir la ventilación de la acumulación de gas CO2 en la cabina, no se encontró evidencia de que la tripulación abriera las válvulas de alivio. En consecuencia, el gas CO2 liberado se filtró hacia la cabina desde la bodega de carga delantera y aparentemente incapacitó parcialmente a la tripulación de vuelo. Luego, la tripulación puso la aeronave en un descenso de emergencia y, mientras descendía, golpeó una línea eléctrica de alto voltaje, estalló en llamas y luego se estrelló contra los árboles de una ladera boscosa.

Ed Darlington de la estación de radio WCNR en la cercana Bloomsburg, Pensilvania dijo, "no había señales de vida y aparentemente todos murieron". La escena del naufragio estaba en un área escasamente boscosa a unas cinco millas de Mount Carmel, un pequeño pueblo a 135 millas de Filadelfia, donde los delegados se reúnen para la Convención Nacional Republicana. La noticia del accidente provocó murmullos emocionados entre los delegados. Nadie sabía con certeza si había algún funcionario republicano de alto rango en el avión.

Ira F. Roadarmel de Mount Carmel, una de las primeras personas en la escena, dijo: "Todo estaba disperso. La pieza más grande del avión que quedó fue un motor. El resto del avión estaba en partes pequeñas, tan pequeñas que podrían ser cargadas."
George Minnich, un empleado de Midvalley Colliery No. 2, a quien el avión no lo alcanzó por solo 100 yardas en su descenso, dijo que vio el avión inclinarse. "De repente, hubo un choque horrible", dijo. "Todo lo que se podía ver era una masa de llamas. Parecía que se acercaba el fin del mundo".

El cuaderno de bitácora del avión, encontrado cerca de la escena del accidente en un área densamente arbolada, identificó al piloto del avión como el capitán George Warner.
The Sheboygan Press, 17 de junio de 1948.

## Víctimas notables
Entre los pasajeros estaban el empresario de teatro de Broadway Earl Carroll y su novia, la actriz Beryl Wallace, además de Henry L. Jackson, editor de moda masculina de Collier's Weekly y cofundador de Esquire. La actriz y ex Sra. Jack Oakie, Venita Varden también estaba a bordo.

## Investigación e informe final
La Junta de Aeronáutica Civil investigó el accidente y publicó una narrativa que describe la siguiente secuencia de eventos en su informe final:
El avión, llamado Mainliner Utah, llegó a Chicago a las 09:52 en ruta de Los Ángeles a Nueva York. Después de un tiempo de respuesta de 52 minutos, el DC-6 partió hacia Nueva York. El avión subió en ruta a su altitud prevista de 17.000 pies. A las 12:23 ya las 12:27 horas, la tripulación realizó reconocimiento rutinario de autorización para descender en ruta a una altitud entre 13.000 y 11.000 pies. Un poco más tarde, una advertencia de incendio hizo creer a la tripulación que se había producido un incendio en la bodega de carga delantera. Luego descargaron al menos un banco de botellas de extintor de CO2 en la bodega de carga delantera. Debido a que no siguieron el procedimiento correcto, se cerraron las válvulas de alivio de presión de la cabina. Esto provocó que concentraciones peligrosas del gas entraran en la cabina. Estas concentraciones redujeron a los pilotos a un estado de conciencia confusa que probablemente resultó en la pérdida de la conciencia. Se inició un descenso de emergencia hasta que describió un giro a la izquierda poco profundo, en dirección a un terreno en constante ascenso. Cinco millas al este de Shamokin, el avión, que volaba a solo 200 pies sobre el suelo, entró en un viraje ascendente a la derecha. A medida que pasaba al norte del Monte Carmelo, la actitud de viraje ascendente aumentó considerablemente. Luego, el avión se estrelló en un claro de una línea eléctrica en una ladera boscosa a una altura de 1,649 pies. El avión golpeó un transformador de 66.000 voltios, cortó las líneas eléctricas y estalló en llamas.
La investigación reveló que la advertencia de incendio en el compartimiento de carga había sido falsa.

 — Archivo CAB No. 1-0075-48
El CAB concluyó con la siguiente causa probable del accidente: "La Junta determina que la causa probable de este accidente fue la incapacitación de la tripulación por una concentración de gas CO2 en la cabina".